# 程沂 (成化進士)
程沂（1458年—？），字宗魯，湖廣長沙府湘陰縣人，軍籍，明朝政治人物。

## 生平
湖廣鄉試第十七名舉人。成化二十三年（1487年）中式丁未科會試第三百十一名，二甲第一百零三名進士。

## 家族
曾祖程應瑞；祖父程謙，巡檢；父程俊，聽選官。母干氏。具庆下。